# Havana
Havana (špansko: La Habana, IPA: [la aˈβana]) je glavno mesto ter največje pristanišče in trgovsko središče Kube. Mesto je hkrati ena od 14 kubanskih provinc in ima 2,3 milijona prebivalcev, skupaj s predmestji pa več kot 3,5 milijona, kar je največ v karibski regiji. Havana leži na severozahodni obali Kube ob Floridskem prelivu in se razteza vglavnem zahodno in južno od zaliva, ki ji služi kot naravno pristanišče. Skozi mesto v smeri proti severu teče reka Almendares in se izliva v morje nekaj kilometrov zahodno od zaliva.
Španski kralj Filip II. je leta 1592 Havani podelil mestne pravice. Španci so začeli graditi utrdbe, leta 1553 pa so guvernerjevo rezidenco preselili iz Santiaga na jugovzhodu otoka, s čimer je Havana postala de facto prestolnica. Utrdbe ob zalivu so dokazale svoj pomen med napadi angleških, francoskih in nizozemskih roparjev v 16. stoletju. V havanskem pristanišču je bila leta 1898 potopljena ameriška bojna ladja Maine, kar je bil neposreden povod v špansko-ameriško vojno.

## Pobratena mesta
- Barcelona, Španija
- Beograd, Srbija
- Bogota, Kolumbija
- Belo Horizonte, Brazilija
- Caracas, Venezuela
- Cartagena, Kolumbija
- Constanța, Romunija
- Cuzco, Peru
- Glasgow, Škotska
- Isfahan, Iran
- Carigrad, Turčija
- Madrid, Španija
- Mobile, Združene države Amerike
- Moskva, Rusija
- Oaxaca, Mehika
- Peking, Kitajska
- Rotterdam, Nizozemska
- Sankt Peterburg, Rusija
- Santo Domingo, Dominikanska republika
- São Paulo, Brazilija
- Teheran, Iran
- Tijuana, Mehika

(Opomba: seznam je nepopoln.)